# 1432 Ефіопія
1432 Ефіо́пія (1432 Ethiopia) — астероїд головного поясу, відкритий 1 серпня 1937 року.
Тіссеранів параметр щодо Юпітера — 3,489.